# Sonet 98 (William Szekspir)

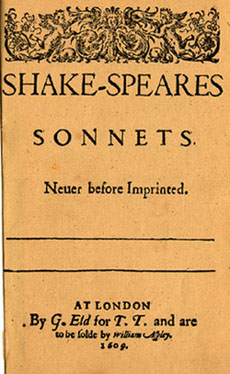
Strona tytułowa pierwszego wydania sonetów Shakespeare’a

Sonet 98 (Byłem tej wiosny z tobą rozłączony) – jeden z cyklu sonetów autorstwa Williama Shakespeare’a. Po raz pierwszy został opublikowany w 1609 roku.
Wielu badaczy jest zdania, że powstał on jako część serii trzech utworów (sonety: 97, 98, 99) traktujących o rozstaniu. Podobną tematykę mają też dzieła oznaczone numerami 54 i 55. Wysuwa się także porównanie go do sonetu 42 Francesca Petrarki.

## Treść
W utworze tym podmiot liryczny, którego można utożsamić z autorem, cierpi z powodu rozstania z tajemniczym młodzieńcem. Objawia się to tym, że nie potrafi się cieszyć z nastająych wokół wiosennych przemian – trwa dla niego nadal sroga zima.
Oprócz odniesienia do pór roku sonet 98 odwołuje się także do mitologicznej postaci Saturna.